# NGC 559

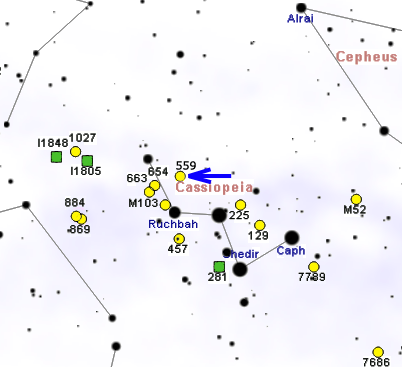
Un mapa enseñando la localización de NGC 559

Coordenadas:  01h 29m 33.2s, −+63° 18′ 05″
NGC 559, también llamado Caldwell 8, (pertenece al Catálogo Caldwell) es un objeto Caldwell en la constelación de Casiopea. Brilla en la magnitud aparente de +9.5 y se encuentra en las coordenadas espaciales de ascensión recta: 01h 29m 33.2s; y declinación: +63 18' 05''. Es un cúmulo abierto. Está localizado cerca del cúmulo abierto de NGC 637 y la magnitud de +2.2 de la estrella irregular Gamma Cassiopeiae.